# Аты-баты, шли солдаты…
«А́ты-ба́ты, шли солда́ты…» — советский художественный фильм, последняя режиссёрская работа Леонида Быкова и его последняя роль в кино.
7-е место в прокате 1977 года — 35 800 000 зрителей. В Польской Народной Республике фильм посмотрело 378 000 зрителей.

## Сюжет
Маленькая станция Подбедня ничем не отличается от многих других станций Советского Союза. В годы Великой Отечественной здесь велись жестокие бои. А теперь сюда съезжаются родные тех, кто приближал Победу, но не дожил до неё.
В фильме «Аты-баты, шли солдаты» показаны параллельно две сюжетные линии. Первая развивается в середине 1970-х годов, вторая — весной 1944 года. К концу фильма линии смыкаются на поле боя, который происходит 18 марта 1944 года, и память о котором чтят собравшиеся 18 марта 1974 года.

### События 1970-х годов
Константин Святкин празднует в кругу сослуживцев получение звания подполковника. В этот же день он получает открытку с приглашением приехать на станцию Подбедня, где 30 лет тому назад погиб его отец. Константин не помнил отца: ведь когда тот погиб, ему был всего один год. А вскоре умерла мать, и Константин воспитывался в детдоме.
В поезде Константин знакомится с Анной Вилленстович — дочерью младшего лейтенанта Игоря Суслина, погибшего в том же бою, что и отец Константина, и Кимы Вилленстович, фронтовой медсестры, школьной возлюбленной Суслина.
Анна носит фамилию матери. Её мать и отец провели вместе всего одну ночь накануне того последнего боя для отца Анны, а мать Суслина не пожелала признать ни её мать, ни саму Анну.
Анна объяснила, что это она написала открытку. Вместе с местным председателем колхоза в годовщину боя они решили собрать родственников погибших воинов.
Свидетелем боя была местная жительница Валентина Ивановна. Ей было тогда 12 лет. Именно в их доме остановился на ночь взвод младшего лейтенанта Суслина, бойцам которого на следующий день предстояло ценой своих жизней остановить немецкие танки.

### События 1944 года
Младший лейтенант Игорь Суслин, окончивший школу-десятилетку и ускоренные командирские курсы, был назначен командиром взвода истребителей танков. Перед отправкой на фронт ему было поручено подготовить ударный взвод истребителей танков.
Во взводе, кроме молодых и необстрелянных солдат, были опытные фронтовики. Один из них — ефрейтор Святкин по прозвищу «Сват». Святкин недавно уничтожил три немецких танка, был при этом ранен и уже в госпитале получил орден Красной Звезды. После госпиталя Святкин был направлен во взвод Суслина.
Весельчак, балагур и бывший детдомовец «Сват» подшучивает над молоденьким лейтенантом, никогда не видевшим немецкого танка, придумывает ему насмешливую кличку «Суслик». Суслин поначалу даже просит комбата убрать из своего взвода Святкина как недисциплинированного бойца.
Вскоре по завершении учений на войсковой смотр прибывает генерал. Комбат поручает Суслину организовать прохождение с песней его взвода как наиболее отличившегося на учениях. Взводным запевалой назначают Святкина-«Свата». Во время прохождения взвод поёт: «Аты-баты, шли солдаты, аты-баты, на войну» на мотив украинской народной песни «Розпрягайте, хлопці, коней». На вопрос генерала, впрочем, комполка отвечает, что они поют «По долинам и по взгорьям».
Взвод Суслина прибывает на находящуюся в тылу станцию Подбедня. Ротный командир приказывает Суслину выдвинуться в Ильинку и заночевать там, а с утра двигаться в Румянцево, найти там старшего и действовать так, как прикажут.
Взвод должен остановиться на ночлег в Ильинке, и Святкин просит командира взвода разрешить ему отметить с товарищами день рождения сына (в 1970-х мы видим его — это подполковник Константин), так как у него самого, детдомовца, дня рождения «нет».
Товарищ Святкина Вано Кодеридзе приглашает на праздник двух девушек из соседнего медсанбата. В одной из них Суслин неожиданно узнаёт одноклассницу Киму Вилленстович. Игорь и Кима в школе были влюблены друг в друга, но не признавались в этом. Ночь они проводят вместе.
Утром Игоря вызывают в медсанбат к привезённому на операцию тяжело раненому полковнику. Он сообщает Суслину, что немецкая моторизованная группа прорвала окружение и идёт к Ильинке, где много раненых.
Суслину и его взводу истребителей танков предстоит остановить врага.

## Прототипы
Похожий на описанный в фильме бой произошёл под Харьковом в 1943 году. Взвод истребителей танков под командованием лейтенанта Петра Широнина (как и «Суслик», только что из пехотного училища) удерживал у села Тарановка бронегруппу противника из 25 немецких танков и 15 бронетранспортёров. Начиная с утра 2 марта и до полудня 6 марта взвод «широнинцев» выдержал все атаки противника, в общей сложности уничтожив при этом 10 танков, самоходное орудие и бронетранспортёр, а огнём из пулемётов и пистолетов-пулемётов — свыше 100 солдат противника. В ходе ожесточённого боя большая часть взвода погибла. Самым яростным был бой 5 марта, в котором и погибло девятнадцать «широнинцев», названных впоследствии «украинскими панфиловцами». В живых осталось только 6 человек. Все павшие были похоронены 8 марта 1943 года в братской могиле в Тарановке. 18 марта 1943 года Указом Президиума Верховного Совета СССР 25 человек из взвода Широнина были удостоены звания Героев Советского Союза.

## В ролях
1944
- Леонид Быков — ефрейтор Виктор Святкин, «Сват»
- Владимир Конкин — младший лейтенант Игорь Суслин, «Суслик»
- Елена Шанина — Кима Вилленстович
- Богдан Бенюк — рядовой Крынкин
- Иван Гаврилюк — сержант Иван Сайко, «Балтика»
- Отабек Ганиев — рядовой Хабарбеков, «Хабанера»
- Владимир Герасимов — младший сержант Владимир Мятников, «Философ»
- Виктор Мирошниченко — Фёдор Иванович Гарбузенко, старшина
- Сергей Иванов — рядовой Лавкин, «Калуга» (озвучивал актёр Виталий Дорошенко)
- Борис Кудрявцев — генерал
- Николай Сектименко — рядовой Глебов
- Вано Янтбелидзе — рядовой Вано Кодеридзе, «Витязь без тигровой шкуры»

1974
- Леонид Бакштаев — Константин, сын Святкина
- Евгения Уралова — Анна, дочь Суслина и Кимы
- Гия Авалишвили — Тенгиз Кодеридзе, сын Вано
- Николай Гринько — полковник, командир Константина
- Михаил Езепов — Михаил, певец, сын Мятникова
- Нина Кирьякова — сестра Крынкина
- Маргарита Кошелева — Любаша, жена Константина
- Пётр Любешкин — Илья Иванович, тесть Константина
- Леонид Марченко — Лёня, сын Лавкина
- Наталия Наум — Валентина Ивановна
- Вилорий Пащенко — Петрович, председатель колхоза
- Борис Химичев — Юрий Иванович, профессор, сын Сайко
- Юрий Шерстнёв — племянник Глебова
- Аида Юнусова — Юнесса, дочь Хабарбекова
- Виктор Фокин — Сережа, шофер (озвучивал актёр Виталий Дорошенко)

### В эпизодах
- Нина Антонова — Люся, буфетчица
- Иван Бондарь — раненый
- Владимир Волков — Капитан
- Валентина Гришокина — подруга Любаши
- Георгий Дворников — рядовой Гусев, «Пат без Паташона»
- Галина Долгозвяга — подруга Любаши
- Николай Козленко — раненый полковник
- Светлана Кондратова — подружка Кимы
- Евгений Паперный — сослуживец Константина
- Виктор Маляревич — сослуживец Константина
- Дмитрий Миргородский — старший лейтенант, ротный
- Ольга Петренко — подруга Любаши

## Съёмочная группа
- Авторы сценария: Борис Васильев и Кирилл Рапопорт
- Режиссёр: Леонид Быков
- Оператор: Владимир Войтенко
- Художник: Георгий Прокопец
- Композитор: Георгий Дмитриев
- Военный консультант: В. Г. Шашков (полковник, Герой Советского Союза)
- Пиротехник: Пётр Приходько
- Монтаж: Александра Голдабенко
- Директор: Николай Злочевский

## Призы
- 1977 — Государственная премия Украинской ССР имени Тараса Шевченко (за фильмы «В бой идут одни старики» и «Аты-баты, шли солдаты») режиссёру Леониду Быкову
- 1977 — Главный приз на Международном кинофестивале в Быстрице (ЧССР)

## Видеоиздания
Фильм выпущен на VHS-кассетах дистрибьютором «Энио-Фильм».

Фильм выпущен на DVD компанией «Amalgama».